# 大乱 関ヶ原
『大乱 関ヶ原』（たいらん せきがはら）は、宮下英樹による漫画作品。『コミック乱』（リイド社）にて、2022年10月号より連載中。「なぜ関ヶ原の戦いは起こってしまったのか？」をテーマに描いた作品。

## 作品概要
作者の宮下英樹は、『週刊ヤングマガジン』にて2004年から2022年2月にかけてセンゴクシリーズを連載。本作では、センゴクでは描かれなかった豊臣秀吉の死去後から関ヶ原の戦いに至るまでの戦国最大の政争を描くもので、世界観、登場人物はセンゴクシリーズを踏襲しているため、事実上の続編、または外伝と呼べる内容となっている。
センゴクでは、登場人物名は「苗字＋仮名or官職名＋諱」で表記されていたが、本作では一般に「徳川 家康」のように「苗字+諱」で表されている。ただし、センゴク同様に名が挙がる場合（特に口語）では諱より仮名や官職名が用いられている。
宮下によると本作を「三成は無能だったから負けた、という話にはしたくない」という。

## あらすじ
1600年、関ヶ原の戦い勃発。
大乱より遡ること2年前の1598年、豊臣秀吉薨去。秀吉の遺言状により、死後の体制は徳川家康を筆頭とする戦国大名衆「五大老」と石田三成ら秀吉側近の官僚「五奉行」による相互監視・合議制とされたが、生前から政権の主導権争いを繰り広げていた両派は秀吉という最高意思決定者を欠いたことで政治闘争は激化していく。
政権の喫緊の課題は、”秀吉の負の遺産”「唐入り」の遠征軍の撤退事業であった。秀吉薨去による政情不安に加えて遠征軍の撤退に失敗すれば、「乱世再び―」という懸念の中、両者は問題への対処に腐心することになる。一方、その遠征軍内でも泥沼の闘争の中で加藤清正と小西行長の派閥対立による怨嗟が渦巻いていた。
誰もが「大乱」を回避すべく動いていたにも関わらず、最も忌避すべき大乱は何故起こしてしまったのか、「関ヶ原の戦い」へ至るまでの舞台裏を描く。

## 登場人物
※登場人物の前日譚は、センゴクも参照。

### 主要人物
徳川家康（とくがわ いえやす）
江戸を拠点とする大名。五大老筆頭。「徳川内府」と呼ばれる。口癖は「馬鹿者」。
元は三河の小大名に過ぎなかったが、今川義元、織田信長、豊臣秀吉に仕え、立身出世してきた根っからの戦国大名。秀吉が死去したことで自分以上の戦国大名は最早いないとの考えから、他の大名・奉行衆を若輩と侮っている。豊臣政権では傘下大名衆の筆頭として三成ら奉行衆と主導権争いを繰り広げており、秀吉の死後は合議制となったことに対して独裁してきた戦国大名の性から歯痒く思う。「遠征軍の撤退問題」では、引き続き実務を担う奉行衆に対抗するためと万が一の内乱に備えて、他の大名衆に多数派工作を展開するも三成が撤退事業を取り仕切ったことで相対的に家康の評価は下がる。またこの際に秀吉の遺命にて禁じられていた伊達家との縁組が発覚する「私婚問題」で一転、窮地に陥り、自分以外の大老・奉行衆すべてに問責されたことで、本多正信の進言を聞き入れて天下静謐と共に隠居表明を余儀なくされるも、遵守する意向はさらさらなかった。その後、家康に唯一抗し得た前田利家の死去、三成襲撃事件で三成を蟄居に追い込んだことで、他の大老衆も家康に靡いて隠居表明は有耶無耶となり、権勢を欲しいままとする。
石田三成（いしだ みつなり）
豊臣秀吉の腹心。五奉行の中心人物で家康の最大の政敵。「治部」と呼ばれる。
元は秀吉に仕える茶坊主であったが、人並み外れた算術の才と経済観念から腹心に抜擢され、天下統一事業を支えた。秀吉の生前から家康ら大名衆を統制するため、主導権を争いを繰り広げていたが、その時から将来の家康の専横を予見していた。秀吉薨去直後から五大老の毛利輝元と密かに連携して家康の掣肘を図り、遠征軍の撤退事業では自ら九州に下向して差配を取り仕切り、恩賞がないことへの対処も第一功の島津家でも僅かな恩賞とすることで他家の不満を抑え込む見事な手腕を見せ、声望を一挙に高める。しかし、九州下向の真の目的は、有事の際の西国大名の国力を把握することにあった。中枢に復帰した後は、徳川と伊達の縁組の密約を暴き、家康以外の五大老・五奉行と共に「家康私婚問題」として家康を糾明、不利を悟った家康は隠居を表明するも、三成は家康が遵守する気などさらさらないことを見抜いていた。その折、前田利家の死去に乗じて加藤清正を筆頭とした七将が「政治責任を問う」べく三成の屋敷を取り囲む「石田三成襲撃事件」が発生、三成は家康の関与を確信しつつも、自分の身に何かあれば家康にも飛び火することは明らかなことから悠々と伏見城へ出頭する。後日、家康の裁定によって三成の蟄居が決定し、三成は寛大な沙汰への礼として家康に泣きながら感謝の言葉を述べるが、仲介役の安国寺恵瓊は、これは家康を油断させる三成の謀略であり、その姿は戦国大名そのものと震撼した。そして「私欲にて天下を乱す者共へ鉄槌を下す日」を胸に秘め、雌伏の日々を過ごす。

### 五大老
徳川家康（とくがわ いえやす）

前田利家（まえだ としいえ）
加賀を拠点とする大名。五大老次席。元は織田家臣で秀吉とはその頃からの盟友の間柄で、豊臣政権では家康とも関係を深めた。また豊臣家の幼主、豊臣秀頼の傅役も務める。秀吉の薨去前から既に病がちとなっていたが、それから急激に衰える中で「家康私婚問題」が発生、当初は家康を糾明こそすれど、政権からの排斥には消極的であった。しかし厳しく育てていた秀頼が家康に靡いているのを目の当たりにして一転、家康との対決姿勢を鮮明にする。諸大名が両者の屋敷に集結する一触即発の状況になるも、不利を悟った家康が隠居を申し出たことから収束した。その後、清正からの進言を聞き入れて家康と和解した後、秀吉の死後から約半年後に病没した。その直後、予てからの密約通り、清正らが三成襲撃事件を起こすことになる。
毛利輝元（もうり てるもと）
安芸を拠点とする大名。五大老の一人。秀吉の薨去直後から三成と密かに結託しており、評定などで家康を牽制するも、三成が失脚すると一転、家康にすり寄る面従腹背で腹の底が読めない怪人物。太平記などの戦記物を愛読している。
宇喜多秀家（うきた ひでいえ）
備前を拠点とする大名。五大老の一人。妻は秀吉の養女であることから、豊臣一門の扱いを受ける。大老の中では穏健だが、「宇喜多騒動」で家康の仲裁を受けたことから、頭が上がらなくなる。
上杉景勝（うえすぎ かげかつ）
会津を拠点とする大名。五大老の一人。家康が政権を牛耳り出すと、政治から距離を置いて帰国。その後、上杉家先祖代々の地である越後を巡って現領主の堀家との諍いとなり、堀家の讒言によって家康から野心を抱く諸大名への見せしめとして「会津征伐」が出されることになる。
前田利長（まえだ としなが）
利家の嫡男。利家の死後に五大老の一人となるが、まだ若輩で家康からは「馬鹿倅」と揶揄されており、家督を継いだばかりの不安定な立場を付け込まれて、五大老の切り崩し工作の最初の標的にされる。その後、帰国するも上杉家との連携を恐れた家康によって「家康暗殺計画」の首謀者の嫌疑をかけられ、ここに至って家康の野心に気づくも、時すでに遅く、家康には敵わないことが分かっているため、生母の芳春院を人質に差し出すことで家康に服従する。

### 五奉行
石田三成（いしだ みつなり）

浅野長政（あさの ながまさ）
豊臣家臣で五奉行筆頭。秀吉の親類のため、筆頭の地位にあるが、三成とは過去の遺恨もあって関係は微妙なもので、五奉行の中では親家康。しかし「家康私婚問題」が起こると、その相手がかつて自分の面子を潰した伊達家であったことから家康弾劾に転じる。その後、三成が失脚すると再び家康にすり寄るも、既に家康からの信用を失っており、大野治長らの「家康暗殺計画」に関与した嫌疑をかけられて失脚するも険呑な家康から離れられることに安堵していた。
増田長盛（ました ながもり）
豊臣家臣で五奉行の一人。三成とは盟友の間柄。何かと家康の言葉を悪意あるものと受け取りがちな三成を諫めることも。
長束正家（なつか まさいえ）
豊臣家臣で五奉行の一人。五奉行の中では最年少だが、三成に匹敵する高い算術能力を誇る。
前田玄以（まえだ げんい）
豊臣家臣で五奉行の一人。

### 徳川家
徳川秀忠（とくがわ ひでただ）
家康の三男で次期当主。家康との共倒れを防ぐため、江戸に在国。正室は御台所の妹・江姫。
本多正信（ほんだ まさのぶ）
家康の参謀。無表情で冷静沈着、性急に事を進めがちな家康を諫めることが多い。
井伊直政（いい なおまさ）
徳川家重臣。いなせな気風の人物。三成襲撃事件では家康の意を受け仲裁に入った。

### 豊臣家
御台所（みだいどころ）
秀吉の側室で秀頼の生母。大野、土方の追放を機に豊臣家を蔑ろにする家康の専横を忌々しく思う。
高台院（こうだいいん）
秀吉の正室。豊臣家の重鎮として未だに高い政治力を有しており、「石田三成襲撃事件」では家康の要請を受け、清正らを仲裁する。
豊臣秀頼（とよとみ ひでより）
豊臣秀吉の嫡男で豊臣家当主。秀吉の唯一の嫡男として幼少期から甘やかされて育ったため、我が儘な性格。秀吉には似ていない。
大野治長（おおの はるなが）
豊臣家臣で御台所の側近。豊臣家に断りもなく政を推し進める家康を糾明するが、増田からは「秀頼と御台所の権威を笠に驕り高ぶっている」と酷評されている。その増田の調査で重陽の賀での家康暗殺を計画していることが発覚、風聞に過ぎないと否定するも、家康から追放処分を受ける。
土方雄久（ひじかた かつひさ）
豊臣家臣で御台所の側近。大野と共に家康を糾明するも、同じく追放処分の憂き目に遭う。

### その他の大名とその家臣
加藤清正（かとう きよまさ）
肥後を拠点とする大名。「七将」筆頭格で「加藤主計」と呼ばれる。武勇に優れ、唐入りでは小西と共に日本軍の先鋒を務めるも、小西の失策によってあわや全滅の危機に陥ったことから、小西と対立、帰国後に糾弾する。「家康私婚問題」では表向きは前田派に属したが、裏では家康に接近して利家の余命が僅かであることを知らせた。唐入りの恩賞がなかったことから、親三成派の諸大名を追い落として、その領土を得るという計画で他の六将を糾合するも、実際は小西の後ろ盾となっていた三成を排して、小西を抹殺するという私怨であった。
小西行長（こにし ゆきなが）
肥後を拠点とする大名。唐入りでは加藤と共に日本軍の先鋒を務めると同時に明・朝鮮との交渉使であったことから、三成とは昵懇の仲。元々、唐入りには消極的で早期の講和推進派であったことから、二度に渡って講和交渉で騙されて日本軍は全滅の危機に陥ることになった。また交渉使の任を家康によって清正に代えられたことが、交渉が頓挫した一因と考えているため、家康には反感を抱いており、三成が失脚すると接近するも面従腹背である。
福島正則（ふくしま まさのり）
尾張を拠点とする大名。清正とは幼馴染で盟友の間柄。「七将」の一人として三成襲撃事件を起こす。
黒田長政（くろだ ながまさ）
豊前を拠点とする大名。かつて秀吉の軍師を務めた黒田如水の嫡男。唐入り時の合戦において、軍目付であった三成の妹婿の福原長堯から讒言されたため、反三成派。「七将」の一人として三成襲撃事件を起こす。
藤堂高虎（とうどう たかとら）
伊予を拠点とする大名。秀吉の薨去直後から家康に接近、「七将」の一人として三成襲撃事件を起こす。
浅野幸長（あさの ゆきなが）
甲斐を拠点とする大名。浅野長政の嫡男。かつて秀次事件で連座の憂き目に遭ったことから反三成派で、「七将」の一人として三成襲撃事件を起こす。
細川忠興（ほそかわ ただおき）
丹後を拠点とする大名。「七将」の一人として三成襲撃事件を起こす。
蜂須賀家政（はちすか いえまさ）
阿波を拠点とする大名。豊臣家重臣であった蜂須賀正勝の嫡男。「七将」の一人として三成襲撃事件を起こす。
池田輝政（いけだ てるまさ）
三河を拠点とする大名。織田信長の乳兄弟であった池田恒興の嫡男。
島津義弘（しまづ よしひろ）
薩摩を拠点とする大名。武勇に優れ、唐入りでは島津軍の大将として二度（泗川の戦い、露梁海戦）に渡って日本軍を全滅の危機から救った英雄として武功第一とされた。
島津忠恒（しまづ ただひろ）
義弘の三男で次期当主。唐入りでは父・義弘と共に武勇を島津の武勇を轟かせるも、帰国後に恩賞が僅かであることに不満を露わにする。その後、「家老伊集院忠棟誅殺事件」を引き起こし、蟄居・謹慎する。誅殺理由は、三成との取次役であった伊集院の権勢を恐れたとも、忠恒ら渡海軍に支援物資を送らなかったとも言われており、三成は直ちに島津家を問責している。三成が失脚して実権を握った家康によって解放となるも、今度は伊集院の遺族らが起こした「庄内の乱」への対処に追われる。
吉川広家（きっかわ ひろいえ）
毛利一門。吉川元春の三男で、本家当主の輝元は従兄にあたる。叔父・小早川隆景の遺領問題の裁定を下した三成には不信感を抱いており、実は三成と懇意の輝元の意向が反映されたものではないかとの疑念から、反三成派の黒田長政との連携に応じる。（『センゴク』シリーズにおける祖父・毛利元就同様）「よいのです」が口癖。
小早川秀秋（こばやかわ ひであき）
高台院の甥で、後に毛利一門の小早川隆景の養子となって家督を継いだ。
安国寺恵瓊（あんこくじ えけい）
毛利家の使僧（外交僧）。
伊達政宗（だて まさむね）
陸奥を拠点とする大名。大名衆への多数派工作を展開する家康が接近した大名で、徳川家と縁組の密約を結ぶが、後に「家康私婚問題」として家康を窮地に陥れる。

## 書誌情報
- 宮下英樹 『大乱 関ヶ原』 リイド社〈SPコミックス〉、既刊5巻（2025年5月27日現在）
  1. 2023年4月27日発売[1][6]、ISBN 978-4-8458-6217-7
  2. 2023年10月27日発売[7]、ISBN 978-4-8458-6298-6
  3. 2024年6月27日発売[8]、ISBN 978-4-8458-6656-4
  4. 2024年11月27日発売[9]、ISBN 978-4-8458-6760-8
  5. 2025年5月27日発売[10]、ISBN 978-4-8458-6905-3

## コラボレート
2023年11月15日より、『淡海乃海 水面が揺れる時』とともに『信長の野望･新生 with パワーアップキット』とコラボレート。「史実武将や登録武将の顔グラフィック」が2作品の登場人物に変更可能な無料のコラボダウンロードコンテンツが配信された。本作は徳川家康、石田三成、伊達政宗、井伊直政、加藤清正、小西行長、島清興、藤堂高虎、黒田長政、浅野長政がコラボレートの対象となった。